# Tham Khao Chongpran
Tham Khao Chongpran – jaskinia krasowa w środkowozachodniej Tajlandii.
Jaskinia zamieszkiwana jest przez największą na świecie kolonię nietoperzy, szacowaną na ok. 4–5 mln osobników.